# Taroudant (provincie)
Taroudant is een provincie in de Marokkaanse regio Souss-Massa-Daraâ.
Taroudant telt 780.661 inwoners op een oppervlakte van 1646 km².

## Bestuurlijke indeling
| Geografische code | Gemeente           | Inwoners (2004) |
| ----------------- | ------------------ | --------------- |
| 541.01.13.        | Taroudant          | 69.489          |
| 541.01.09.        | Oulad Teima        | 47.095          |
| 541.05.11.        | El Koudia El Beida | 16.965          |
| 541.05.17.        | Lagfifat           | 15.548          |
| 541.04.07.        | Aouluz             | 15.379          |
| 541.09.01.        | Ahmar Laglalcha    | 10.273          |
| 541.05.27.        | Sidi Boumoussa     | 10.193          |

Ben Slimane · Khouribga · Settat · El Jadida · Safi · Boulmane · Fez · Moulay Yacoub · Sefrou · Kénitra · Sidi Kacem · Casablanca · Médiouna · Mohammedia · Nouaceur · Assa-Zag · Guelmim · Tan-Tan · Tata · Boujdour · Es-Semara · Lâayoune · Al Haouz · Chichaoua · Essaouira · Kelâat Es-Sraghna · Marrakech · Al Ismaïlia · El Hajeb · Errachidia · Ifrane · Khénifra · Meknès · Berkane · Figuig · Jerada · Driouch · Nador · Oujda-Angad · Taourirt · Aousserd · Oued ed Dahab · Khémisset · Rabat · Salé · Skhirat-Témara · Agadir-Ida-Ou-Tanane · Inezgane-Aït Melloul · Chtouka-Aït Baha · Ouarzazate · Taroudant · Tiznit · Zagora · Azilal · Béni-Mellal · Chefchaouen · Fahs-Bni Mkada · Larache · Tanger-Asilah · Tétouan · Al Hoceima · Taounate · Taza